# 22. pehotni polk (Avstro-Ogrska)
Za druge 22. polke glejte 22. polk.
22. pehotni polk je bil pehotni polk avstro-ogrske skupne vojske.

## Poimenovanje
- Dalmatinisches Infanterie Regiment »von Lacy« Nr. 22/Dalmatinski pehotni polk »Grof Lacyja« št. 22
- Infanterie Regiment Nr. 22 (1915 - 1918)

## Zgodovina
Polk je bil ustanovljen leta 1733. 

### Prva svetovna vojna
Polkovna narodnostna sestava leta 1914 je bila sledeča: 82% Srbo-Hrvatov, 10% Slovencev in 8% drugih. Naborni okraj polka je bil v Sinju, pri čemer so bile polkovne enote garnizirane sledeče: Mostar (štab, II., III. in IV. bataljon) in Sinj (I. bataljon).
Med prvo svetovno vojno se je polk bojeval tudi na soški fronti in sicer tudi med drugo in tretjo soško fronto. Med šesto soško ofenzivo je 7. avgusta polkov II. bataljon napadel italijansko zasedeni Sabotin, nakar pa je bil obkoljen nad Šmavrom. Tam se je boril vse do porabe streliva, nakar pa se je predal. Podpolkovnik Stanislav Turudija, poveljnik bataljona, je bil zaradi dobrega bojevanja sprejet pri poveljniku 3. italijanske armade Emanuelu, vojvodi Savoje in Italijani so mu tudi dovolili, da je obdržal osebno oborožitev v vojnem ujetništvu. Med deseto soško ofenzivo je polk obranil svoje položaje pred napadi italijanske 60. pehotne divizije.
V sklopu t. i. Conradovih reform leta 1918 (od junija naprej) je bilo znižano število polkovnih bataljonov na 3.

## Organizacija
1918 (po reformi)
- 1. bataljon
- 4. bataljon
- 5. bataljon

## Poveljniki polka
- 1859: Joseph Koppi[12]
- 1865: Eduard Erhardt[13]
- 1879: Ludwig Janski[14]
- 1908: Alois Vacek[15]
- 1914: Rudolf Streith[1]